# Evans Products Company, Molded Plywood Division
Précédemment « Plyformed Wood Company », la Evans Products Company, Molded Plywood Division (aussi Evans Molded Products Company) est une division de la Evans Products Company, société de l'industriel de Détroit Edward S. Evans (1879-1945). La Plyformed Wood Company est fondée fin 1942, à Venice, Los Angeles, Californie, principalement par le designer Charles Eames (1907-1978) et John Entenza (1905-1984), rédacteur en chef de Arts & Architecture, pour produire des fournitures médicales destinées aux Forces armées des États-Unis, les Leg splints des Eames. La société est reprise par Evans Products et devient la « Molded Plywood Division » de Evans Products. Comme leurs noms l'indiquent, la vocation des deux sociétés était de produire du contreplaqué moulé.
La Molded Plywood Division d'Evans Products reprend la production des Leg splints et par la suite devient très active dans la production de composants en contreplaqué moulé pour l'aviation. Elle produira des parties de cellule d'avion en contreplaqué pour l'avion d'entraînement BT-15 de Vultee Aircraft. Evans Products assume également en totalité ou en partie la construction des planeurs de troupes expérimentaux de Hawley Bowlus, le constructeur de planeurs réputé, couramment désignés comme Bowlus MC-1 et General Airborne Transport XCG-16.
Evans Products fabriquera par la suite le mobilier de Eames, ainsi qu'une partie du mobilier de Herman Miller. Ce dernier acquiert les droits sur le mobilier de Eames en 1949. La Molded Plywood Division, prend notamment place dans les locaux dans laquelle s'implantera le Eames Office en 1949.
La Molded Plywood Division (1943-1949) est le résultat d'une intrication complexe de circonstances, en plein milieu de l'effort de guerre, qui réunit designers, industriels, armée des États-Unis, pilotes de planeurs, et le Gotha moderniste californien des années 1940.

## Eliot Noyes,Organic Design in Home Furnishings
Charles Eames a commencé à expérimenter les contreplaqués moulés en 1940 à la Cranbrook Academy of Art, à Bloomfield Hills, Michigan. Avec Eero Saarinen (1910-1961) en 1939, il avait déjà produit des chaises de contreplaqué pour le Kleinhans Music Hall. Elles étaient conçues selon des courbes simples, comme pour le mobilier en contreplaqué moulé, du finlandais Alvar Aalto, produit à partir de 1932, qui demeurerait une référence dans le monde du design. La productions de mobilier selon des formes composées en contreplaqué moulé présentait une gageure intéressante, que le duo, éventuellement en collaboration avec le métallurgiste et designer italien Harry Bertoia (1915-1978) a décidé de relever. Ils soumettent un ensemble de meubles, à un concours organisé en 1940–1941 par le Museum of Modern Art de New York (MoMA), le concours débouchant sur l'exposition « Organic Design in Home Furnishings » qui a lieu entre le 24 septembre et le 9 novembre 1941 au MoMA. Ce concours visait à encourager la collaboration entre designers, fabricants et marchands dans le but de créer des meubles produits en série pour la famille américaine aux revenus modestes. Saarinen et Eames remportèrent les premiers prix, pour leurs chaises de salon rembourrées en contreplaqué moulé, et pour leurs simples bancs, armoires, bureaux et tables en bois aux lignes droites. Douze grands magasins prévoyaient de commercialiser les pièces gagnantes ; il fut envisagé que La Heywood-Wakefield Company et la Haskelite Manufacturing Corporation devaient produire en série les chaises, et la Red Lion Table Company, les armoires de rangement ; mais le déclenchement de la guerre a annulé ce programme,.
Eliot Noyes, architecte et conservateur du département de design industriel du MoMA, qui produit l'exposition, un des Harvard Five, demeurera un ami proche des Eames ; au début de la guerre, il travaillera sur des planeurs pour le Pentagone en tant que pilote d'essai et concepteur pour le programme de recherche sur les planeurs de l'armée de l'air américaine.
Ray Kaiser (1912-1988) et Charles Eames qui venaient de se rencontrer à l'occasion de l'exposition, se marient et se déplacent vers l'Ouest ; Charles Eames arrive à Los Angeles le 5 juillet 1941 armé d'une recommandation verbale de l'actrice Katharine Hepburn, une amie proche de la sculptrice Frances Rich (en), qui était une intime de Charles à la Cranbrook Academy of Art ; il fait aussi appel à Leland Hayward, ancien amant de Hepburn ; ils arrivent le 5 juillet 1941, à Los Angeles, séjournant au Highland Hotel à Hollywood ; ils rencontrent John Entenza, qui leur trouve une place dans les nouveaux appartements de Strathmores que l'architecte Richard Neutra venait de concevoir. Ils commencèrent à travailler pour MGM, tout en perfectionnant « KZAM ! ».

## KZAM!
Les premières coques de sièges en contreplaqué moulé que Saarinen et Eames exposent au MoMA furent fabriquées par Haskelite Manufacturing Corporation à Chicago. Eames et Saarinen avaient visité l'usine et trouvé les capacités de production qu'ils recherchaient ; ils complétèrent les dessins préliminaires des sièges, basés sur l'utilisation de contreplaqué moulé, fabriquèrent une ébauche et des gabarits, hors desquels plusieurs moules en fontes furent fabriqués par Haskelite Manufacturing ; la coque en contreplaqué des chaises finales fut ensuite collée dans ces moules par Haskelite Manufacturing. Les placages de bois dans les moules étaient disposés en couches alternées de bandes verticales et horizontales liées avec une colle urée formaldéhyde. Pression de vapeur et chaleur ont été appliqués à l'ensemble dans un autoclave pour durcir la colle et former le contreplaqué ; la méthode était connue, et employait un sac en caoutchouc dans lequel l'ensemble des placages et le moule étaient introduits.

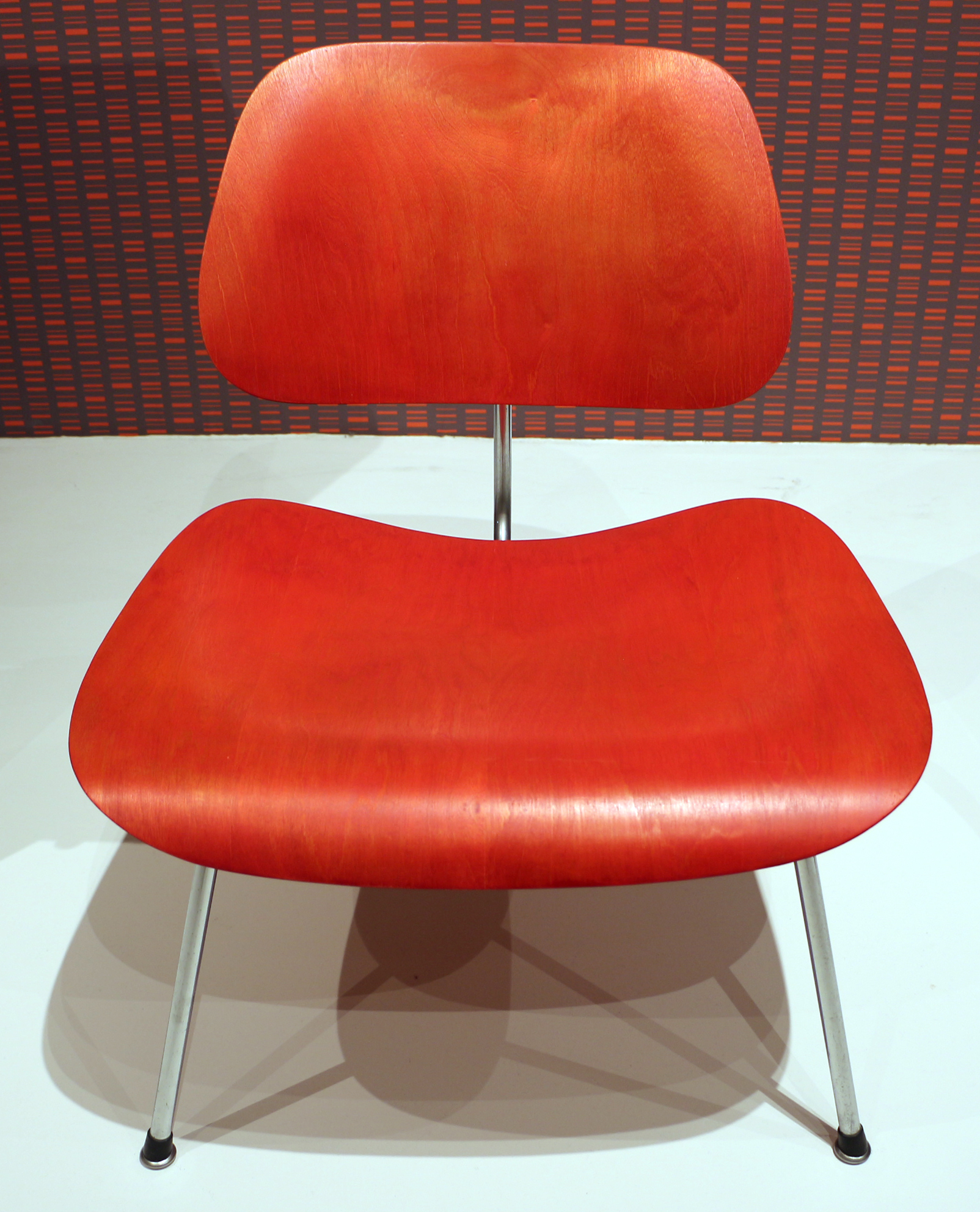
DCW (dining chair wood bas), 1948, Charles Eames (1907-1978) ; Ray Eames (1912-1988) ; distribué par Herman Miller Inc. (Zeeland, Michigan, fondée en 1923) ; fabriqué par Evans Products Company, Molded Plywood Division (Venice, Californie, 1943-1949) Contreplaqué de bouleau moulé et courbé et amortisseurs en caoutchouc. Milwaukee Art Museum.

L'entreprise s'est avérée beaucoup plus difficile que prévu ; l'ensemble du processus, qui était censé être une procédure à la chaîne, est devenu un exercice artisanal extrêmement laborieux. Le plan initial de laisser les dossiers des chaises exposés sous forme de contreplaqué moulé fut abandonné ; les chaises furent rembourrées pour couvrir les fissures, les rapiéçages et les déchirures dans le bois, et la connexion maladroite des pieds ; même le rembourrage des chaises s'est avéré difficile, en particulier autour du trou à la jonction du dossier et de l'assise, où le tissu plissé et froncé, n'avait aucun endroit où aller ; mais les chaises ont été produites à temps pour l'exposition,.
Il fut envisagé que Heywood-Wakefield et Haskelite Manufacturing devaient produire en série les chaises, et la Red Lion Table Company, les armoires de rangement produites par le duo dans la catégorie other furniture for a living room, mais l'entrée en guerre des États-Unis après l'attaque de Pearl Harbor le 7 décembre 1941 a annulé ce programme,,.
Ray et Charles Eames, dans la deuxième chambre de leur appartement de Westwood, conçurent par la suite une machine susceptible de fabriquer les formes de contreplaqué moulé qu'ils avaient commencé à expérimenter pour le concours du MoMA. D'après le bruit que faisait la machine, ils la baptisèrent par l'onomatopée « Kazam ! » ou « KZAM ! ». C'était une sorte de châssis triangulaire qui contenait une matrice en plâtre, équipée de résistances. Les photos comme le brevet introduit par Eames en date du 28 mai 1942 laissent voir un manomètre et une pompe à vélo ; Kazam utilisait une technique de moulage avec ballon : une baudruche en caoutchouc coincée dans une enceinte fermée de moule négatif, réalisant une pression sur les contreplaqués, technique qui avait dans ces principes déjà brevetée par Jack Northrop en 1919 pour le Loughead S-1. Comme le procédé utilisait des colles de synthèses thermodurcissables; la forme de la chaise était chauffée. Chaleur, pression, colles de synthèse, la presse était dans ses principes conformes aux techniques qui allaient être utilisées pendant la Seconde Guerre mondiale, et qui étaient en 1941 pour certaines encore au stade expérimental,. L'entreprise de Eames pour Kazam s'avéra risquée, notamment parce que la presse nécessitait plus de courant que ce que le câblage de l'appartement pouvait tirer. Eames escalada un poteau électrique pour siphonner l'énergie dont ils avaient besoin dans la rue.
Après l'attaque de Pearl Harbor le 7 décembre 1941, les États-Unis sont entrés dans la Seconde Guerre mondiale. Cela signifia notamment que les adhésifs synthétiques, matériau stratégique n'étaient plus disponibles à la vente, et que toute l'industrie civile était réorientée vers l'effort de guerre.

## Wendell G. Scott, lesLeg splintset laPlyformed Wood Company
Mi-décembre 1941, le Dr Wendell G. Scott, un ami de Charles Eames de Saint-Louis, et chirurgien de la marine américaine basé à San Diego, s'était rendu chez les Eames pour une visite amicale ; voyant le travail des Eames sur le contreplaqué moulé, il leur a soumis un problème que la Marine rencontrait avec des attelles de jambe de transport mal conçues et lourdes,. En un an, les Eames produisirent leur première attelle en contreplaqué moulé, à l'aide de « KZAM ! », la Leg plint ; ils sont aidés par Margaret Harris, une costumière et scénographe britannique que les Eames ont rencontré sur les plateaux de tournage de la MGM, et qui avait une expérience des patrons de couture, ce qui s'avèrera essentiel pour déterminer les contours à donner aux placages entrant dans la fabrication des attelles.
Les Eames rencontrent également à la MGM, l'architecte Griswold Raetze, qui sera de l'aventure.
Les Eames obtinrent dans un premier temps le capital nécessaire pour démarrer le projet grâce à un partenariat avec John Entenza, avec qui ils collaboreront plus tard largement dans la conception du magazine Arts & Architecture. Entenza emmène avec lui Norman Bruns, un ancien boxeur et prodige technique qui avait travaillé précédemment pour Lockheed, et qui jouera un rôle déterminant dans la conception du processus de moulage du contreplaqué,. D'après Neuhart & Neuhart Charles a pu, grâce à Norman Bruns et à ses contacts dans l'industrie, « emprunter » suffisamment d'informations techniques pour lui permettre de concevoir son premier siège en contreplaqué moulé. L'équipe s'installe au 10046 Santa Monica Boulevard à West Los Angeles. Dans l'attente d'une commande de l'armée ils modélisent aussi un siège d'avion pour le Lockheed P-38 Lightning qu'Entenza et Bruns tenteront de vendre sans succès à Lockheed. Le système de moulage des attelles est breveté par Charles Eames, le 28 mai 1942 (et rétroactivement sera assigné à Evans Products Co),.
Été 1942, Eames a quitté MGM. L'architecte Gregory Ain (en), connaissance d'Entenza, Marion Overby, assistante du sculpteur Carl Milles à la Cranbrook Academy of Art et amie de Charles Eames, ont rejoint l'équipe formée par Entenza, Bruns, Harris, Raetze, et les Eames. Une association formelle à parts égales entre Charles Eames et John Entenza a été établie en avril 1942, amendée en décembre 1942 pour inclure les autres membres du projet, et plus tard, en 1943; le graphiste suisse Herbert Matter et Harry Bertoia. Ray Eames à sa demande n'était pas incluse dans l'association qui se baptise Plyformed Wood Company, la PWC, « Plyformed » étant le nom adopté du nouveau matériau moulé. « Égalité dans les responsabilités et le travail » et « part égale dans le crédit et les bénéfices » étaient les principes d'organisation et objectifs idéalistes sur lesquels l'association était fondée ; c'était notamment une des conditions à l'adhésion d'un Gregory Ain, d'origine Russe, et Menchevik. Cette éthique sera mise à mal en 1946 lorsque Charles Eames endossera tout le mérite de l'association: ce sera la cause d'une insurrection qui verra, emmené par Gregory Ain, aussi le départ de Raetze et Bertoia,,,.
Aucun des participants n'était un ingénieur certifié et n'avait véritablement de compétences managériales. Gregory Ain (en) et Griswald Raetze dès le début se sont penché sur les problèmes de conception et de construction de l'outillage. Un contrat a été obtenu de l'US Navy en novembre 1942 pour cinq mille attelles en contreplaqué moulé ; dans la foulée, en janvier 1943, l'atelier de la PWC s'est déplacé au 558 Rose avenue à Venice,, Los Angeles, dans une ancienne épicerie précédemment détenue par Safeway. De la main d'œuvre supplémentaire locale a été embauchée qui n'avait pas encore été drainée par l'effort de guerre. Entenza parvient également à trouver quelques investisseurs, notamment les architectes John Rex et Palmer Sabin. À noël 1942, les Eames ont envoyé un message à Eliot Noyes pour annoncer le succès de cette première entreprise.
Cependant l'entreprise a eu à faire face à des problèmes de liquidité, à cause des délais de paiement de l'armée. Printemps 1943, alors que la situation devenait dramatique, PWC s'est rapprochée de la société Evans Products. Les négociations entre Edward S. Evans de Evans Products et Eames (Entenza d'après Bruns n'est pas informé de celles-ci) commencent en mai 1943. Neuhart & Neuhart renseignent octobre 1943 comme date de la fondation de l'association, (Toutefois la première réalisation d'un premier prototype pour Bowlus, le Bowlus MC-1 prend place début de l'été; paradoxe temporel que la littérature spécialisée sur Charles Eames ou sur l'aviation ne résout qu'imparfaitement; il implique une alliance mûrement réfléchie ou précipitée).
Evans Products finalement acceptera de reprendre la production des attelles et d'assumer la responsabilité de la gestion de l'atelier de Venice. Entenza soulagé du fardeau financier de la PWC a approuvé l'association sans broncher, toutefois la nouvelle association signifiait aussi son éviction de la place qu'il occupait précédemment dans l'association formée avec Eames. Dans le cadre du transfert, Evans a également accepté de rendre sa propriété rétroactive au 1er juillet 1941 et de payer tous les coûts de production et de main-d'œuvre encourus à l'atelier après cette date.
La Plyformed Wood Products devient donc la Molded Plywood Division, une filiale de la Côte ouest d'Evans Products (le siège social de la société pour ses activités en Californie était à los Angeles). Charles Eames occupe le poste de directeur de la recherche et du développement. Il est également l'intermédiaire par lequel la direction de Evans Products traite avec sa nouvelle succursale. Toutes les inventions, les brevets et les demandes de brevet sont attribués à Evans Products. Les actions de la société détenues par des tiers sont rachetées entre deux et trois fois la mise initiale. Evans Product par la suite développera, soutiendra le développement des processus de fabrication et même construira l'outillage qui permettra de fabriquer les attelles.

## Edward Steptoe Evans et laMolded Plywood Division
La Plyformed Wood Company est dissoute en juillet 1943, tous les produits des Eames (Eames Process), y compris l'attelle de jambe, sont fabriqués à partir de cette date par la Evans Molded Products Company ou Molded Plywood Division de Evans Products.
La société Evans Products, fondée par Edward S. Evans (1879-1945) en 1917 à Détroit, s'est d'abord spécialisée dans la logistique ferroviaire automobile. Après la Première Guerre mondiale, Evans Products avait aussi acheté de vastes étendues de forêt dans l'Oregon pour assurer la disponibilité en matière première pour la production de composants en bois supplémentaires pour l'industrie automobile; ce qui l'avait amené à se diversifier dans les produits en bois. En Oregon se trouvait aussi l'usine la plus grande, la plus innovante et la plus importante de Evans Products, située à Coos Bay, de 1928 à 1962 ; le premier mobilier des Eames après la guerre y sera en totalité ou en partie fabriqué ; en 1940, Evans Products possédait également la plus grande usine de contreplaqué au monde à Lebanon, Oregon, qui constituait la Plywood Division d'Evans Products,. L'implication d'Evans dans l'industrie automobile l'a amené à produire un autre produit pour l'automobile : les séparateurs de batterie, en Cyprès de Lawson: avec le début de la Seconde Guerre mondiale, cette industrie explosait. L'empire industriel de Evans, avait absorbé de nombreuses autres entreprises variées et aura à gérer pendant la guerre des milliers d'employés. Les usines d'Evans Products étaient organisées sur les principes modernes hérités de Charles Bedaux, très proche du Scanlon plan (en), qui sera adopté par Herman Miller quelques années plus tard. Evans saura aussi s'entourer de personnes compétentes comme Wilma Soss, publicitaire flamboyante qui au sortir de la guerre deviendra une actionnaire activiste redoutée.
Les opérations de la Molded Plywood Division débutent 555 Rose Avenue à Venice (dans les locaux de la précédente Plyformed Wood Company). Par la suite, Evans Products s'installe au 901 West Washington boulevard à Venice (aujourd'hui 901 Abbot Kinney Boulevard), ce qui deviendra en 1947 le Eames Office, lorsque Evans Products déplacera son activité à Grand Haven, Michigan. L'endroit a été trouvé par Norman Bruns à la recherche de surfaces industrielles pour les productions de guerre de la Molded Plywood Division. D'autres infrastructures de Evans Products prennent place au 1122 West Washington boulevard, notamment pour la construction du planeur cargo de Hawley Bowlus.
La structure d'organisation précédemment adoptée par la Plyformed Wood Company est restée essentiellement la même ; mais Evans également a fait entrer dans l'entreprise un certain nombre de personnes possédant des compétences managériales et d'autres compétences spécialisées, parmi lesquelles Richard A. Kaumeyer, un éminent chimiste dans le domaine automobile, qui va s'attacher à résoudre les problèmes dans la formulation des adhésifs. Le sous-traitant de Venice a commencé la production d'attelles et mené des recherches intensives sur l'utilisation de pièces moulées en contreplaqué dans la construction aéronautique. Les contrats avec l'armée vont donner accès à la technologie des contreplaqués moulés développée par l'aéronautique, et aux adhésifs de synthèse qui étaient un matériau stratégique.
Tout en travaillant sur le contrat militaire, Ray Eames utilisera les colles de synthèse et les machines de moulage pour produire des sculptures aux formes complexes. En 1944, l'une d'entre elles sera incluse, avec des exemples d'œuvres de guerre, dans l'exposition « Design For Use » du MoMA.
Finalement ce seront 150 000 attelles qui seront produites par la Molded Plywood Division.
La Molded Plywood Division offrira un refuge sûr pour de nombreuses personnes, attelées à des fonctions stratégiques cruciales, et dont les talents seront mieux utilisés ici que dans les forces armées. Bien que le mal de dos, les mauvaises dents et les pieds plats de Charles Eames l'ont probablement exclu de la conscription militaire, la production de guerre qu'il dirigera pour Evans Products garantira également qu'il pourra continuer sans interruption, à travailler sur ses propres projets tout au long du conflit.

## Hawley Bowlus et le General Airborne Transport XCG-16
L'arrivée des Eames à Los Angeles coïncide avec un investissement militaire de plusieurs décennies dans la région. Les métropoles de San Diego et de Los Angeles sont devenues le plus grand complexe militaro-industriel urbain du pays. En 1938, 60 % des avionneurs américains résidaient en Californie du Sud, principalement dans les régions métropolitaines de Los Angeles et de San Diego, on parle de plus d'une vingtaine de compagnies dont Douglas, Lockheed, Vega (en), Northrop, Hughes Aircraft, McDonnell pour ne citer que les plus grosses, plus leurs sous-traitants. La Californie à la fin de la Seconde Guerre mondiale détiendra 70 % de la fabrication aérospatiale aux États-Unis. De plus, la Marine avait grandement contribué à la croissance de San Diego et, dans une moindre mesure, à celle de Long Beach.

Consciemment ou non, les Eames en se déplaçant vers la Californie procédaient du même mouvement qui fit se mouvoir une partie de la population américaine vers l'Ouest, depuis les années 1920. Certes, Charles et Ray n'ont pas déménagé à Los Angeles pour profiter du complexe militaro-industriel en plein essor, mais les efforts d'innovation dans les contreplaqués des Eames reflétaient ceux qui se faisaient dans l'aérospatiale.

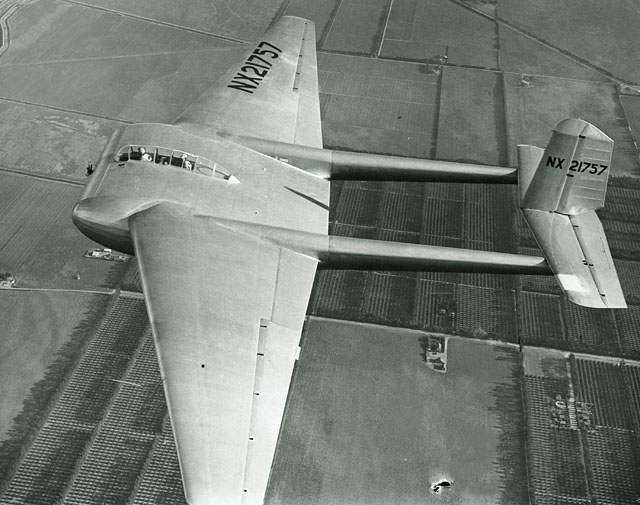
Le General Airborne Transport XCG-16 de Hawley Bowlus. La Molded Plywood Division d'Evans Products fournit une partie des pièces en contreplaqué moulé de la cellule du CG-16.

Une des premières missions de la Molded Plywood Division de Evans Products en juillet 1943, a été de produire en contreplaqué moulé, une partie de la section avant du fuselage d'un planeur expérimental et révolutionnaire, le CG-16, d'après une conception de Hawley Bowlus (1896-1967), inspirée des travaux de Vincent Burnelli. La responsabilité officielle des travaux est assumée par Evans Products, dans leurs propres locaux, au 1100 ou 1122 West Washington boulevard. Le planeur fait l'objet d'une campagne de lobbying intense de la part de Richard C..« Dick » du Pont, et son frère Alexis Felix du Pont (en) tous les deux investis au plus haut niveau de l'état major de l'Air Forces , avec une commande pour 1 000 planeur à la clé.

### Evans un pionnier de l'aviation
Evans lorsqu'il reprend la construction du planeur de Bowlus, n'en était pas à son coup d'essai dans le monde de l'aviation; Issu du monde de l'automobile, dans les années 1920, il avait avec d'autres établi la Detroit Aircraft Corporation (DAC) qui à l'époque avait incorporé ni plus ni moins que Lockheed, et Ryan Aircraft, toutes deux en Californie. Cette société emmenait avec elle Henry Ford et Edsel Ford : l'industrie automobile de la Côte Est faisant main basse sur l'industrie aéronautique de la Côte Ouest. Sous la DAC, ironie de l'histoire, Lockheed a abandonné pour l'aluminium, sa grande spécialité: le contreplaqué moulé,. En 1928, Evans avait en outre fondé un club de vol à voile sportif duquel est dérivé la National Glider Association (NGA), prédécesseur de la Soaring Society of America (SSA), ; en 1930, sous les auspices d'Evans et de la NGA, a été fondé le championnat national américain de vol à voile, le National Soaring Contest d'Elmira, État de New York, qui devient la capitale de vol à voile aux États-Unis,,; De la vieille garde de la mouvance du vol à voile, Evans dans certains cercles a été appelé « father of gliding and soaring in America »,. Bowlus est au 1thNational Soaring Contest et sera un des directeurs de la NGA. La crise de 1929 a sapé les bases de la DAC et de la NGA qui ont dû fermer leurs portes en 1931. Lockheed a été reprise par un groupe d'investisseur pour devenir l'actuelle Lockheed, et la NGA a été convertie en l'actuelle SSA.
La crise de 1929 a probablement fait l'effet d'une douche froide sur les prétentions aéronautiques d'Evans ; son enthousiasme a très probablement été réveillé en 1942, par le tout nouvel intérêt de l'armée pour les planeurs,. Autour d'avril 1942 (Soaring Magazine, mai-juin 1942), Evans visionnaire, devant le Traffic Club de Detroit, prononce un discours où il préconise l'emploi massif de planeurs de troupes pour une attaque du Japon ; c'était avant la bataille de Midway en juin 1942, pendant les jours les plus sombres de la marine américaine, alors que les Uboots allemands parcouraient les mers presque sans encombre, torpillant les navires américains au large de la Côte est, et forçant l'armée à chercher la sécurité dans les airs. Esprit pratique, Evans voyait dans le futur, des vaisseaux sans moteur jouer un rôle important dans le transport de marchandises, réduisant le taux de fret à quatre cents par tonne-mile.
Accompagnant une prise de participation dans la Bowlus Sailplanes, la société de Hawley Bowlus, Evans multiplie les communications: en décembre 1942, dans Popular Mechanics et en janvier 1943 dans Flying Magazine, Evans fait la promotion de planeurs militaires et civils massifs de 90 mètres d'envergure,. Alors que la Bowlus Sailplanes avait du mal à démarrer, à la fin des années 1930, elle avait reçu le soutien de nombreuses sommités de l'aviation telles que Reuben H. Fleet (en) (Consolidated Aircraft), Al Menasco, Donald W. Douglas (Douglas Aircraft), Carl B. Squier (en) (Lockheed), Tom Wolfe (Western Air) et Glenn Martin,. Spécifiquement, le conseil d'administration de la Bowlus Sailplanes en septembre 1941 était composé de la plupart de ces personnalités; auquel Evans va ajouter son nom : Janvier 1943, les magazines American aviation et Aero Digest annoncent qu'Evans est rentré au conseil d'administration de la Bowlus Sailplanes,. (Eames à cette époque, avec Entenza, est en train de former la Plyformed Wood Company). La Bowlus Sailplanes produira trois prototypes de planeurs de troupe, les XCG-7 (en) et XCG-8 (en) de 7 et 15 places, ainsi qu'un planeur biplace d'entrainement, le TG-12 (en) qui ne seront pas suivis d'une commande. En août 1943, à la fin du projet de planeur d'entraînement, Hawley Bowlus avait démissionné de la Bowlus Sailplanes; elle sera vendue en janvier 1944 à Laister-Kauffman ; Evans faisait toujours partie de son conseil d'administration.

### Noyes, Barringer, du Pont, Bowlus et laSoaring Society of America
La proximité des affaires de Evans et de Bowlus au moment de la création de la Molded Plywood Division vient d'être démontrée. Harwood a été suggéré que la Molded Plywood Division, ou Eames, obtient une commande pour le planeur expérimental de Bowlus sur base d'une implication de Eliot Noyes. La carrière de Eliot Noyes, first lieutenant dans l'Air Corps, depuis le début de la guerre, suit les pas de son ami le major Lewin Barringer, qui l'a initié au vol à voile,, et l'a débauché du MoMA. Il travaille au Pentagone, à Washington, en tant que pilote d'essai et concepteur pour le programme de recherche sur les planeurs de l'armée de l'air américaine; il occupe un bureau qui jouxte celui de Thomas Watson, Jr, le futur patron d'IBM, et fils du fondateur d'IBM, qui sera le principal employeur de Noyes après la guerre ; une association que Noyes élargira pour inclure Charles Eames et le designer Paul Rand, et d'autres en tant que participants importants du programme de design d'entreprise d'IBM. Le pilote Lewin Barringer a été introduit au vol à voile haute performance par son ami Dick du Pont, été 1934; ils forment tous deux, la base de la Soaring Society of America; ils sont en outre tous deux investis de 1934 à 1936 dans le conseil d'administration d'une des sociétés de Bowlus et de du Pont, la Bowlus-du Pont Sailplane Company. Triple champion américain de vol à voile, du Pont a reçu à trois reprises le E.S. Evans Trophy (des mains d'Evans ou de ses fils). Noyes, Barringer et du Pont étaient amis ; jeunesse dorée, ils ont notamment fait du vol à voile dans les Sleeping Bear Dunes, sur les rives du Lac Michigan dans les années 1936-37.

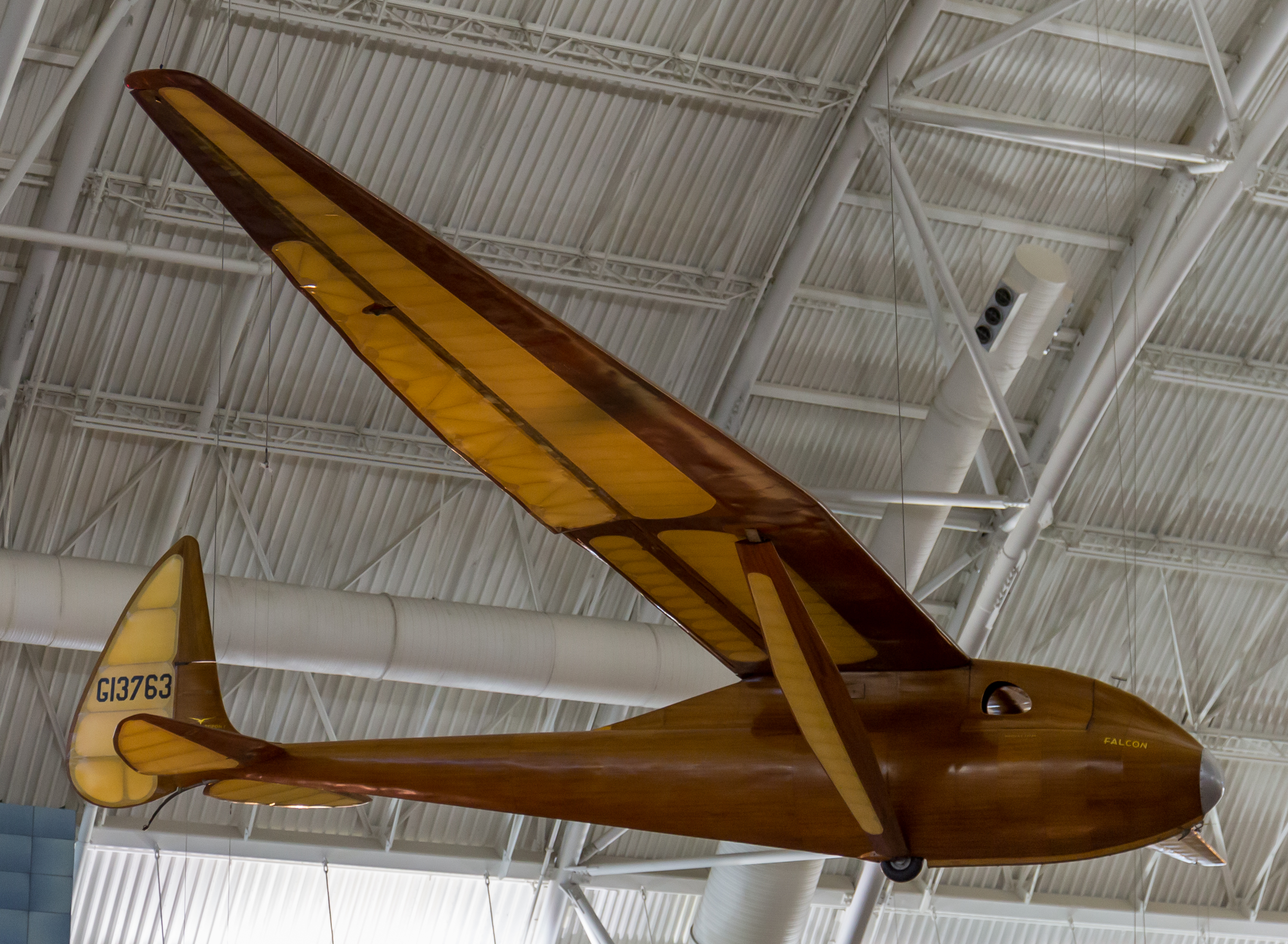
Un Bowlus 1-S-2100 Super Albatros exposé au Centre Steven F. Udvar-Hazy, du Smithsonian's National Air and Space Museum.

La passion de Bowlus est aussi ancienne que la Rencontre aérienne internationale de Los Angeles de 1910 qui se tient à Rancho Dominguez, en Californie où enfant, il peut voir les premières machines volantes. Depuis il a fabriqué des planeurs. Il est étroitement associé à la légende des frères Wright (dont il fait tomber un des records) et de Charles Lindbergh (dont il construit l'avion légendaire. Autour du Curtiss-Wright Technical Institute, Bowlus avec Martin Schempp et Dick du Pont, vont concevoir le Super Albatros, un monocoque en bois qui va dominer la compétition américaine de vol à voile dans les années 1930. Entre 1933 et 1936, les trois hommes se sont associés pour former la Bowlus-DuPont Sailplane Company et vont fabriquer quatre Albatros dont le dernier survivant est exposé au Smithsonian's National Air and Space Museum.
Depuis 2002, Evans a été intronisé au Soaring Hall of Fame, qui reconnaît les personnes qui ont contribué à l'essor du vol à voile aux États-Unis, Lewin Barringer, Hawley Bowlus et Dick du Pont le sont depuis 1957. Noyes qui survit aux quatre autres n'est pas repris dans le temple, mais il en détient pour ainsi dire les clés: lorsque le National Soaring Museum sera endommagé par le feu en 1979, l'architecte du nouveau musée sera Noyes.

### Le programme de planeurs aux États-Unis
Evans et Bowlus, Barringer et du Pont, en somme, sur deux générations sont représentatifs de l'histoire du vol à voile aux États-Unis. Mais en 1941, le vol à voile aux États-Unis restait quelque chose de plutôt rare, comptant environ 197 planeurs et entre 100 et 365 pilotes de planeurs; l'Allemagne à la même époque alignait 300 000 pilotes de planeurs,. Dans les années 1880, John Joseph Montgomery, avait fait des expériences dans une série de planeurs à Otay Mesa près de San Diego, c'était le premier vol plus lourd que l'air en Amérique. Comme le dit Donald W. Douglas, ce patrimoine a été relégué au passé, et peu d'attention sérieuse a été accordée aux travaux de Hawley Bowlus et de Dick du Pont. Cette rareté du vol à voile aux États-Unis s'explique par la crise de 1929 ; aussi en partie parce que le mouvement de vol à voile n'était soutenu par aucune subvention, alors que depuis 1918, l'Allemagne avait fait du vol à voile littéralement son cheval de bataille.
Lorsque les États-Unis sont entrés dans la Seconde Guerre mondiale fin 1941, la seule expérience de planeur aux États-Unis se trouvait dans ce mouvement de vol à voile sportif, qui était soutenu par une très petite industrie du planeur, autour de clubs sportifs gérés par la Soaring Society of America ; les quelques personnes vers lesquelles s'est tourné Henry Harley Arnold, en avril 1941, lorsque l'Air Corps a vu la nécessité de faire revivre cet « art de la guerre ». À ce jeu Bowlus, Evans ou Barringer et même Douglas se réclament d'avoir chuchoté l'idée à l'oreille d'Arnold. Evans, Barringer et du Pont, sont convoqués par différentes commissions de la Chambre et du Sénat qui doivent encadrer le programme de planeur de l'Armée,, ; plusieurs rencontres se font aussi entre Evans et Arnold, dont une au 12th Soaring Contest à Elmira, le 14 juillet 1941,,. La suite tient de la tragédie. Barringer qui est en 1942 conseiller personnel du général Arnold pour toutes les questions de planeur est porté disparu le 24 janvier 1943, son avion s'écrase au-dessus des Caraïbes ; il est remplacé par Dick du Pont, avec la même fonction,. En quelque mois seulement, Dick du Pont meurt à son tour, le 11 septembre 1943, dans le premier essai raté du premier prototype du XCG-16, et il est remplacé par son frère, A. Felix du Pont Jr. (en).
En février 1942, la Bowlus Sailplanes a commencé la conception et la construction d'un planeur à aile volante, ou corps portant. Un prototype demi-taille du planeur a été achevé plus tard cette année-là. En octobre 1942, Bowlus et Albert Criz ont relancé le projet et organisé la General Airborne Transport Company, dans un petit magasin autrefois utilisé comme atelier de nettoyage à sec ; l'entreprise s'est alors lancée alors dans la construction d'un modèle grandeur nature, sur base d'une recommandation de Dick du Pont auprès du général Arnold.

### Le General Airborne Transport XCG-16
L'investissement personnel de E.S. Evans dans la cause des planeurs de troupes, n'a d'égale que son investissement dans la Molded Plywood Division, le succès de l'une étant conditionné par le succès de l'autre: bien que le travail autour des planeurs de la Molded Plywood Division n'ait été qu'une petite partie de l'industrie qui s'est développé en réponse aux besoins du temps de guerre, E.S. Evans avait un vif intérêt à voir le projet se terminer avec succès, avec les objectifs à long terme d'obtenir plus de projets de ce type. Malheureusement les planeurs ne seront pas la solution d'avenir anticipée par Evans, pas plus que le contreplaqué moulé dans l'aéronautique.
La responsabilité officielle des travaux sur le planeur est à partir de juillet 1943 assumée par Evans Products, dans leurs propres locaux, au 1100 ou 1122 West Washington boulevard. En deux mois , la Molded Plywood Division va fabriquer les contreplaqués moulés du fuselage. À cette occasion Griswold Raetze, dont le travail chez Evans Products était intermittent a été rappelé. Les exigences de production du planeur vont nécessiter une adaptation majeure de la technologie antérieure développée pour les produits plus petits. La Molded Plywood Division a également réussi là où d'autres entreprises avaient échoué, et c'était une marque de l'avancée des capacités de moulage de l'entreprise pour qu'elle puisse produire et livrer les pièces à temps et avec succès.
Pour toutes les commandes aéronautiques, Marion Overby, produit dans le plâtre les modèles suggérés par les design originaux des aéronefs. Gregory Ain et Griswald Raetze, assistés de deux maîtres charpentiers suédois père et fils, C.J. et Carroll Nordquist emmenés par Ain, produisent alors les machines et systèmes permettant de produire la force nécessaire pour maintenir les contreplaqués en place pendant les opérations de moulage sous pression. Les presses consistaient en des machines de charpente massives qualifiées par Ain de « machines de la Renaissance »: les stratifiés épais de ¹⁄₄ pouce étaient composés de neuf à 15 couches, et l'autoclave était gonflé d'air sous pression.

### Le rêve brisé de du Pont
Plusieurs rencontres se font à partir du 25 août 1943, entre Dick du Pont, et le général Henry H. Arnold, puis avec le général Oliver P. Echols. Dick du Pont comme pour Evans précédemment, voyait un grand avenir pour le MC-1, pour des trains de planeurs transcontinentaux, et il a suggéré qu'un contrat soit passé par le Materiel Command (en) pour 1 000 planeurs, le contrat devant être administré par le ministère du Commerce. Une invasion aéroportée du Japon était toujours à l'étude, le MC-1 était plus robuste que le maladroit CG-4A de Waco qui n'aurait certainement pas pu être utilisé pour les vols longue portée au-dessus de l'eau de l'invasion du Japon (l'Opération Downfall ne tenait pas compte du Projet Manhattan, qui était alors un secret bien gardé). Le premier prototype, le MC-1 a reçu une licence expérimentale de la Civil Aeronautics Administration, et des vols d'essai ont été autorisés ; d'abord pratiqués par Hawley Bowlus au Lockheed Air Terminal en Californie et par la suite, sur la recommandation de du Pont, à March Field, où le MC-1 est arrivé remorqué par un B-24, le 10 septembre 1943. Après plusieurs vols réussis, un essai improvisé avec un pilote non autorisé du programme de planeur, le 11 septembre 1943, s'est conclu par un crash dans lequel périssent du Pont ainsi que trois autres occupants.
Ce qui n'a pas empêché qu'un contrat soit signé pour trois autres prototypes, le 13 novembre 1943. Un seul CG-16, (44-76193), a été fabriqué et testé, démontrant de bonnes qualités de vol, mais des problèmes majeurs avec l'équipement et les procédures militaires ont empêché le CG-16 d'un contrat de production. Le contrat pour tous les travaux restants sur le CG-16 a été annulé le 30 novembre 1944,,.

Bien que deux autres pilotes aient été tués avec du Pont, sa mort, avec celle de Lewin Barringer, a suscité un vif sentiment de perte à travers le pays.
Le CG-16 fut construit dans une large mesure en contreplaqué était recouvert d'un revêtement en tissu aéronautique. De cette période où les exemplaires du planeur expérimental furent construits, une ébauche en contreplaqué de bouleau moulé avec placage d'acajou est conservée au Museum of Modern Art de New York (103.89), « Study for a Glider Nose ». Sont crédités de l'œuvre, Charles Eames, Gregory Ain (en), Harry Bertoia, Norman Bruns, Ray Eames, Marion Overby,.

## Production de paix
Le 6 septembre 1945, Edward S. Evans, Sr. est décédé d'une hémorragie cérébrale à l'âge de 65 ans à son domicile de Detroit. Ses fils jumeaux ont repris la direction de Evans Products. Edward Jr. a assumé la présidence et Robert la vice-présidence de l'entreprise. La mort soudaine de leur père les a forcés à assumer brusquement la direction d'une énorme société nationale aux multiples facettes et à assumer la transition d'une économie de guerre vers une économie de paix. Avant qu'il ne décède, les deux fils jumeaux du Colonel, s'étaient joints à lui pour diriger l'entreprise qui était désormais cotée au New York Stock Exchange.
L'usine de Coos Bay a continué son activité, y produisant en 1945 à la fois des composants de construction en contreplaqué et des chaises en contreplaqué.

## Herman Miler

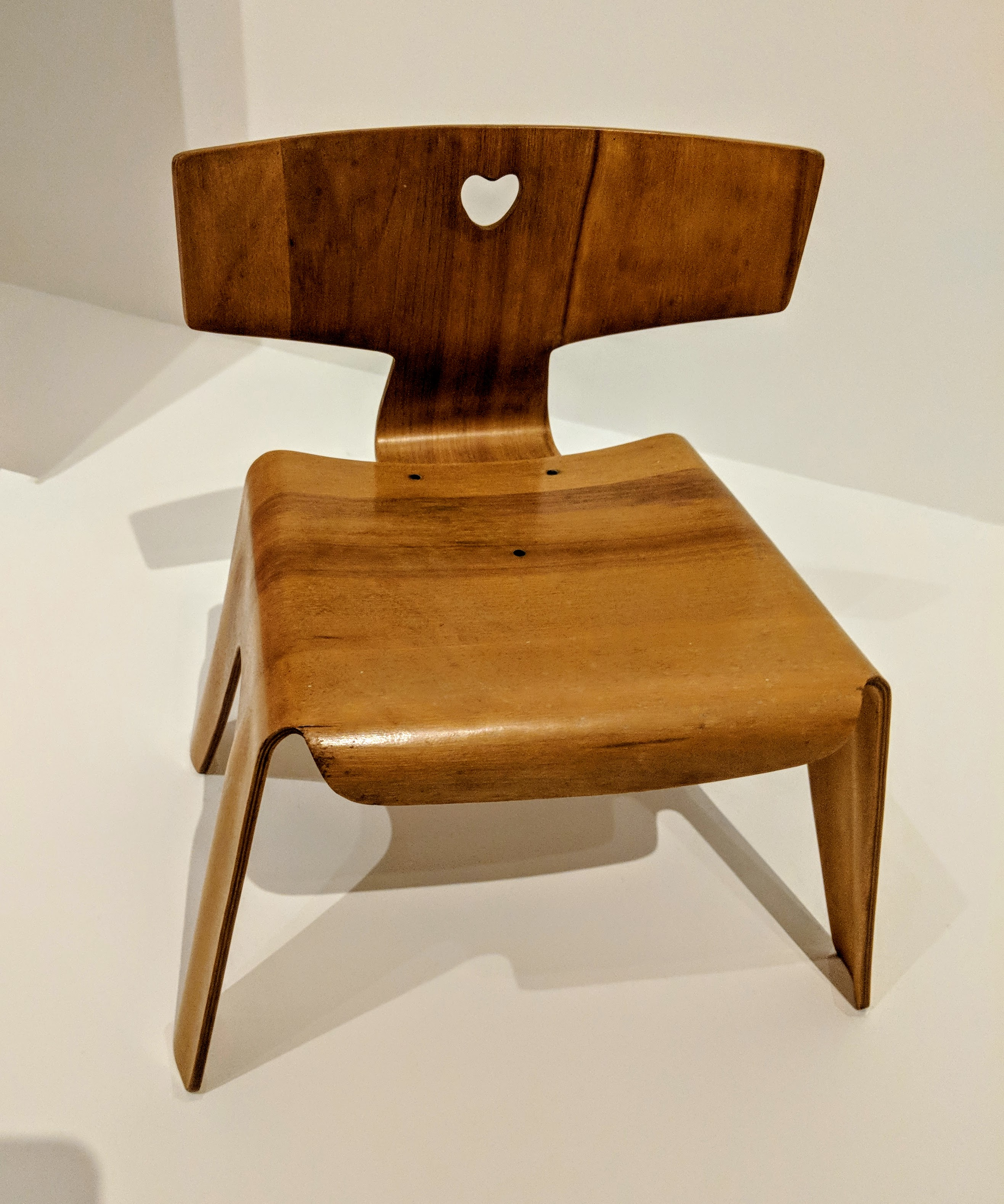
Child'chair. Musée de la Californie à Oakland, 1945.

L'expérience acquise grâce à la production à grande échelle des attelles a été très utile aux Eames pour leurs aventures d'après-guerre dans les objets en contreplaqué produits en série. Les mobiliers produits et distribués par Evans Products à partir du milieu de 1945, ont été les premières pièces conçues par les Eames, à être produites en série.
La Child's Chair de 1946 est une chaise pour enfant construite en deux pièces de contreplaqué moulé fabriquée par Evans Products. Une découpe en forme de cœur au centre du dossier de la chaise est une allusion à la culture populaire, en l'occurrence l'intérêt de Charles pour l'art populaire suédois. La gamme Eames children's range fut produite selon un seul cycle de production à cinq mille exemplaires. Par défaut de couverture marketing, ce fut malheureusement un échec. Les critiques ont été par la suite impressionnés par la technologie de la chaise produite par Evans Products, mais, comme pour Arthur Drexler, dérangés par le motif en cœur découpé, qu'ils considérèrent comme un symbole sentimental absurdement romantique. Des critiques récentes du modernisme ont abordé son incapacité à reconnaître que l'architecture et le design pourraient et devraient peut-être être « romantiques », symboliques et évocateurs de sentiments.

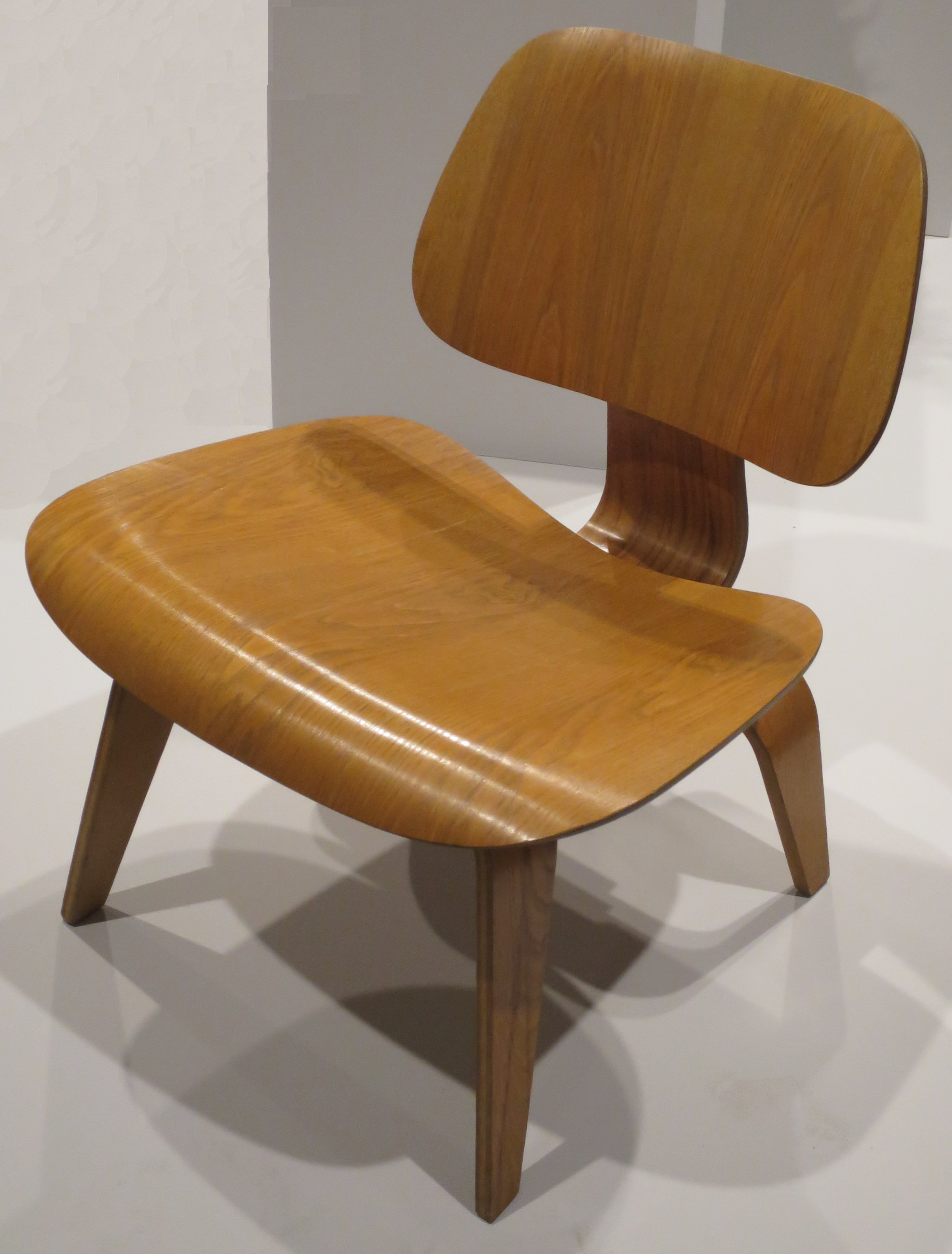
Lounge Chair Wood (LCW) de Charles et Ray Eames, conçue en 1945-46, contreplaqué moulé, placage de teck, supports antichocs en caoutchouc, Honolulu Museum of Art.

En 1945, Evans Products organisa un événement à New York, pour y exposer sa production de mobilier, et George Nelson put y voir le mobilier des Eames. L'événement suivant en 1946, au MoMA, D. J. De Pree (en) de Herman Miller sur l'invitation de Nelson était aussi présent,. Juste après que le Musée ait exposé les meubles, Evans Products a commencé à interroger les fabricants dans le but de sélectionner une entreprise pour mettre cette collection en production. La société Herman Miller a été approchée, mais la première réponse de Herman Miller aux conceptions d'Eames a été moins qu'enthousiaste. La société Herman Miller n'a pas voulu assumer la tâche de produire la chaise car la technologie impliquée leur semblait trop étrangère. Herman Miller a même déclaré,,:

« That's never going to go into any showroom that has my name on it »

Mais Herman Miller a finalement cédé lorsque Evans Products a proposé de produire les chaises, dégageant Herman Miller des contraintes de production, mais lui donnant les droits de marketing et de vente. Finalement ce fut l'usine d'Evans de Coos Bay qui produisit le mobilier, vendu exclusivement par Herman Miller Furniture Co. à Zeeland, Michigan.
Herman Miller acquit les droits sur le mobilier de Eames en 1949, signifiant aussi la fin de la Molded Plywood Division de Evans Products. Evans Products a déplacé les activités de contreplaqué moulé à Grand Haven, Michigan. L'histoire du Eames Office pouvait démarrer.
L'usine d'Evans Products à Coos Bay a fermé ses portes au printemps 1962. Les éditoriaux des journaux de l'époque ont émis l'hypothèse que la fermeture était due à la raréfaction du Cyprès de Lawson, à la concurrence étrangère accrue et à la création d'autres matériaux qui ont remplacé le bois traditionnel. Après une tentative infructueuse de redémarrage de l'entreprise, la ville de Coos Bay a brûlé les anciens bâtiments d'Evans en 1965. Une section de l'autoroute 101 près de l'ancien site de l'usine a été désignée « Evans Boulevard », l'un des rares rappels de cette entreprise autrefois importante de Coos Bay.

### MGM et les architectes
L'industrie de l'entertainment californienne qui se perpétue jusqu'au XXIe siècle fait oublier qu'au XXe siècle, l'industrie aéronautique s'imposait à la même hauteur si ce n'est plus. Le bassin de Los Angeles favorisé par son climat, apparaitra comme l'endroit idéal pour que s'y développent les deux industries. Entre 1915 et 1930, Hollywood, petit faubourg situé à cinq kilomètres au nord du downtown de Los Angeles, devient le centre de la production cinématographique des États-Unis. Hollywood au travers de ses stars va façonner de manière universelle la compréhension que l'on a la notion de célébrité. Certains pilotes comme Amelia Earhart seront des stars. Certains nababs comme Howard Hughes règneront sur les deux univers. Pendant la guerre, les deux univers que tout semble opposer — l'un aimant le secret et l'autre aimant entendre parler de lui — vont se mêler, s'alimentant l'un l'autre.
Charles Eames arrive à Los Angeles le 5 juillet 1941 armé d'une recommandation verbale de l'actrice Katharine Hepburn, une amie proche de la sculpteur Frances Rich (en), qui était une intime de Charles à la Cranbrook Academy of Art ; il fait aussi appel à Leland Hayward, ancien amant de Hepburn,, Agent artistique multiple de stars, Hayward comme Howard Hughes a établi son assise sur l'aéronautique, investi notamment dans le programme d'entraînement de pilotes civils,,,. Hepburn et Hayward pensaient à tort que le « beau Charles » voulait être acteur de cinéma ; cette impression corrigée, il obtient un poste de scénographe pour Cedric Gibbons, directeur artistique à la Metro-Goldwyn-Mayer.
Les studios de cinéma hollywoodiens sont devenus une sorte de refuge pour les jeunes architectes pendant la Grande Dépression. La scénographie leur a permis de garder la main et de gagner leur vie. Les studios de la Metro-Goldwyn-Mayer vont à un moment réunir Charles et Ray Eames, Griswold Raetze et Margaret Harris qui seront tous trois de l'aventure de la Molded Plywood Division. Au cours des mois passé à la MGM, Charles et Ray Eames travailleront sur les décors des films Johnny Eager (1941). I married an angel (1942), Random Harvest (1942) et Mrs. Miniver (1942). Après la guerre, Charles Eames travaillera aussi sur plusieurs projets cinématographiques de Hayward, dont un Biopic sur la traversée de l'Atlantique par Charles Lindbergh.

### L'avenir du bois dans l'aéronautique
À l'entrée de la guerre, en Europe comme en Amérique, le bois avait cessé d'être un matériau d'avenir pour l'aéronautique. Aux États-Unis, dans les avions d'entraînement militaires, le bois se trouvait encore dans les longerons de voilures, ainsi que certains revêtements en contreplaqué. Le plus gros de l'industrie aérospatiale avait migré vers le métal. Le bois n'a été utilisé dans l'aviation pendant la Seconde Guerre mondiale que parce qu'il permettait de drainer le travail d'un bassin de petite et grandes entreprises de menuiserie qui était inexploité.

Ce qui est particulier dans la nouvelle approche de l'industrie aéronautique aux États-Unis, c'est que l'on envisage de concevoir des pièces séparées en contreplaqué moulé, en remplacement des mêmes pièces en aluminium . Dans les années 1910-20, le moulage du contreplaqué visait surtout à produire des avions monocoques en bois. Au début des années 1930, des sociétés telles que Beech Aircraft. Fairchild Engine & Airplane, Hughes Tool, Haskelite, Boeing. Douglas Aircraft, Vultee Aircraft et Allied Aviation (en) se sont toutes impliquées dans la recherche de nouvelles technologies de moulage du contreplaqué, principalement pour leurs avions d'entraînement et leurs petits avions. En 1943, on avance que les pièces d'avion moulées en contreplaqué offrent sur le métal de meilleures caractéristiques de performance, en raison de la supériorité du rapport rigidité/poids du contreplaqué moulé, et des surfaces lisses, débarrassées des rivets et des ondulations inséparables du métal et qui font obstacle au flux d'air. Toutefois les États-Unis accorderont moins de crédit au contreplaqué moulé — sauf le H-4 emblématique de Hughes Aircraft — que ne le fera l'Angleterre, chez De Havilland Aircraft, dans la production des Mosquito, Hornet, et jusqu'au Vampire produit après guerre. Le contreplaqué moulé implique des techniques de pointe (autoclave, colles de synthèses) qui ne peuvent se retrouver que dans la grosse industrie.

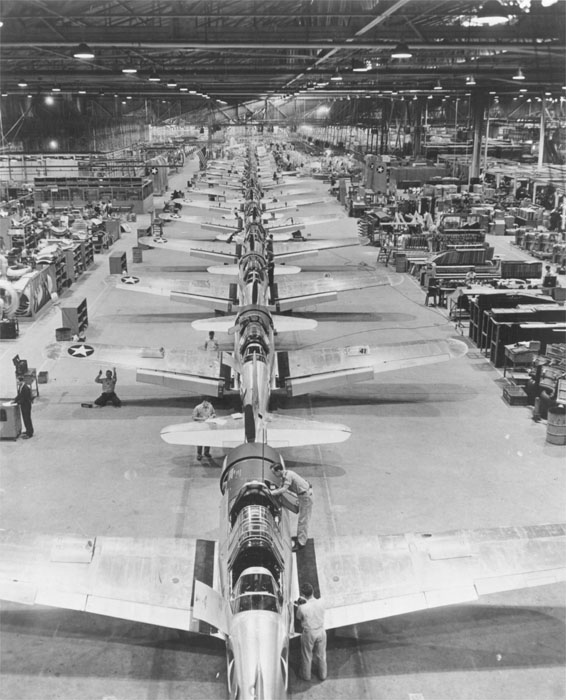
Usine de Downey en Californie, produisant des avions d'entrainement Vultee BT-13. La Molded Plywood Division était probablement en sous-traitance pour ce type d'atelier.

En Californie du Sud, parmi les pionniers du contreplaqué moulé se trouve Hawley Bowlus ; en 1930 il a construit les Supers Ablbatros en contreplaqué moulé, qu'il a fait suivre du Baby Albatross (en) construit selon le procédé inventé par Jack Northrop et que l'on peut rapprocher par la technique employée par Charles Eames pour Kazam. En 1937, il a construit le Bennett Transport BTC-1, selon le procédé « Duraloid », invention de Robert Nebesar, un contreplaqué moulé imprégné de bakélite, la première résine thermodurcissable. L'associé de longue date et disciple de Bowlus, Don Mitchell, est crédité dune partie du travail sur le XCG-16. Timm Aircraft (en) à Van Nuys, Los Angeles, va fabriquer sous licence le planeur cargo Waco CG-4 tout en bois, et dont les ailes utilisaient des techniques avancées de contreplaqué moulé. Timm Aircraft avait développé son propre système breveté de contreplaqué moulé appelé « Aeromold » . Weber Showcase and Fixture Company en sous-traitance pour Timm va produire les ailes du CG-4 en contreplaqué. Une commande pour modifier un Waco CG-4 dans une version tout contreplaqué, appelé XCG-4B ne sera pas suivi d'une commande. À Los Angeles, sept autres compagnies, dans lesquelles on compte Evans Products, après qu'elles ont été sollicitées par les grandes compagnies aéronautiques, se sont reconverties dans la production militaire d'ensembles en contreplaqué moulé. Précédemment occupées dans le civil dans des domaines aussi diversifiés que l'ameublement ou la production de mobile home (on compte Los Angeles Period Furniture Co., Angelus Furniture Manufacturing Co. qui se diversifie en Angelus Aeronautics Co., Westcraft Inc., Angelus Store Equipment Co.), elles emploieront 1 620 personnes dont 60 % de femmes (toutes proportions gardées Boeing et les entreprises aéronautiques de la Californie du Sud emploieront près d'un quart de million de travailleurs en 1941 et un demi-million en 1944,. Pour démarrer la production de contreplaqué moulé, ces entreprises vont devoir profondément réaménager leurs infrastructures — cela inclut des systèmes de contrôle de l'humidité et de la température et l'achat ou le développement d'équipements spéciaux —, ainsi que d'embaucher et former leur personnel spécialisé. Durant 2 années (jusqu'en avril 1944, où elles devront faire le chemin de reconversion inverse), ces sociétés vont produire des assemblages en contreplaqué pour les avions d'entrainement BT-15 de Vultee Aircraf à Downey et Lockheed Ventura, le bombardier B-24 de Consolidated Aircraft à San Diego, le planeur Waco CG-4 et les exemplaires planeurs cargo expérimental de General Airborne Transport, le XCG-16.

### Sur les pas de Lindbergh
En 1926, en compagnie de Linton Wells (en), Edward S. Evans réalise une circumnavigation record en 28 jours, 14 heures et 36 minutes, en utilisant des transports aérien, terrestre et maritime; D'extraction pauvre, une partie de la motivation d'Evans à faire le tour du monde a été le désir de reconnaissance ; ce qu'un journaliste a appelé « une grande soif de dignité » ; il connaissait également la valeur de la publicité personnelle pour faire avancer ses intérêts commerciaux. Membre de la Société américaine de géographie, Evans avait en outre financé les expéditions d'autres aventuriers : l'Evans Glacier (en) en Antarctique porte le nom de E.S. Evans, souvenir d'un vol transantarctique de Hubert Wilkins sponsorisé par Evans : les exploits des aviateurs, Amelia Earhart comprise, sponsorisés par les grandes sociétés, sont devenus le symbole de ce qu'on a appelé en Amérique, les Roaring Twenties, les années rugissantes ; et « par la grâce du plus grand héros de cette époque », Charles Lindbergh, le « symbole de son contraire ». Comme l'a exprimé Arthur Schlesinger, Lindbergh était un symbole de rédemption,,,. Premier phénomène médiatique de l'histoire, le vol de Lindbergh a électrisé toute une génération ; et une partie de la jeunesse de cette époque a commencé à voler : les plus riches ont piloté des avions à moteur, et certains pour moins de 100 $, des planeurs de début moins chers,.
Hawley Bowlus qui fait définitivement partie de l'aventure de la Molded Plywood Division, construit le Spirit of St. Louis, l'avion emblématique de Lindbergh; en 1927 , il travaillait chez Ryan Airlines à San Diego, comme directeur d'usine, un poste qu'il occupe pendant que l'entreprise produit le Spirit ; une amitié nait de cette époque, et par la suite Charles, ainsi que Anne Morrow Linbergh, en pleine crise de 1929, vont œuvrer à asseoir la réputation de Bowlus comme constructeur et professionnel du vol à voile. C'est la troisième vague d'engouement pour le vol à voile aux États-Unis (la première a été provoquée par les frères Wright, la seconde par les Allemands) qui touchera de la même façon les deux fils d'E.S. Evans nés en 1906, et Noyes, Barringer et du Pont (nés en 1910, 1906 et 1911), tous les cinq des mordus de vol à voile sportif. Le le 5 juillet 1929, La Mahoney-Ryan Aircraft a été incorporée par Edward S. Evans dans la Detroit Aircraft Corporation (DAC), à l'époque principalement détenue par Evans. Mahoney avait donné à Lindbergh un Ryan Brougham (en) construit sur mesure pour remplacer le Spirit qu'il était sur le point de donner à la Smithsonian Institution ; le prochain avion des Lindbergh qui les emmènera jusqu'en Chine est un Lockheed "Sirius", fournit et probablement sponsorisé par Edward S. Evans,,,,.
Un tortillement étrange de l'histoire, amène Charles Eames, très investi dans le film biographique de Billy Wilder, The Spirit of St. Louis de 1957, à collaborer pour les besoins du film, à une ou plusieurs reproductions du Spirit. Trois reproductions de l'avion en état de voler existent toujours dans des musées qui sont dérivées de la production du film. Lindbergh tenait aussi une place particulière dans le cœur de Eames (né en 1907); une partie de l'histoire de Lindbergh était attachée à Saint-Louis, Missouri, patrie de Eames. Eames crée en outre la scénographie pour une reproduction de l'atelier de construction de Ryan Air Lines à San Diego, dans lequel Bowlus et vingt ouvriers sous la houlette de Donald A. Hall (en) et Lindbergh avaient trente ans auparavant construit le Spirit. Le thème de l'atelier de construction aéronautique était probablement devenu quelque chose de proche de l'expérience personnelle de Eames. Eames est responsable de plusieurs prises de vues en plein vol, et est crédité d'une partie du montage du film. Avec James Stewart dans le rôle de Lindbergh, le film est produit par Leland Hayward.

## Chronologie de laMolded Plywood Division
- 1941
  - 5 juillet 1941 — arrivée des Eames à Los Angeles ;
  - 24 septembre 1941 jusqu'au 9 novembre 1941 — Exposition du MoMA : « Organic Design in Home Furnishings »
  - 7 décembre 1941 — attaque de Pearl Harbor ;
  - Mi-décembre 1941 — visite du Dr Wendell G. Scott, et projet des Leg splints[15] ;
- 1942
  - début 1942 — premières expérimentations sur les Leg splints. Le 25 février 1942, jour de la Bataille de Los Angeles, les Eames sont en plein dans des expériences de moulage en plâtre sur la jambe de Charles Eames lorsque le couvre-feu est déclaré sur la ville[15];
  - début 1942, présentation des premières attelles à l'armée[15];
  - 28 mai 1942 — brevet de Charles Eames, « Method of making laminated article »;
  - été 1942 — Eames quitte la MGM[29] ; L'équipe formée par Entenza, Raetze, Bruns, et les Eames s'installe 10046 Santa Monica Boulevard à West Los Angeles. Dans l'attente d'une commande de l'armée ils modélisent un siège d'avion pour le Lockheed P-38 Lightning qu'Entenza et Bruns tenteront de vendre à Lockheed[19]. Ils sont rejoints par Ain et Overby. Une association formelle à parts égales entre Charles Eames et John Entenza est avérée en avril 1942, amendée en décembre 1942 pour inclure les autres membres du projet[21]. L'association se baptise Plyformed Wood Company.
  - novembre 1942 — commande pour 5 000 Leg splints; dans la foulée l'atelier de la PWC se déplace 558 Rose avenue à Venice[29].
  - décembre 1942 — Evans fait la promotion des planeurs cargo.
- 1943
  - Janvier 1943, Evans est rentré au conseil d'administration de la Bowlus Sailplanes[64],[65].
  - mai 1943 — Négociations entre Edward S. Evans de Evans Products et Eames (jusqu'à l'automne 1943 ?)[29].
  - juillet 1943 — Construction pendant deux mois du premier prototype du CG-16, le MC-1
  - 25 août 1943 — lobbying de Dick du Pont, auprès de Arnold[34].
  - 11 septembre 1943 — crash du prototype du MC-1, mort de du Pont.
- 1944
  - janvier 1944 — Bowlus Sailplanes vendue à Laister-Kauffman[66]
  - avril 1944 — fin probable de la production aéronautique pour Vultee[111]
  - novembre 1944 — fin probable de la production aéronautique pour Bowlus[83]
- 1945
  - 6 septembre 1945 — mort d'Edward S. Evans
- 1946
- 1947
  - 1947 — Eames Office; Evans Products déplace son activité à Grand Haven, Michigan.
  - 1949 — fin de la Molded Plywood Division

## Historiographie
The Story of Eames Furniture de Marilyn Neuhart et John Neuhart aspire à être le travail définitif sur les designers. Il se propose de démythifier le couple de pouvoir formé par Charles et Ray Eames. Il vise à raconter l'histoire du mobilier de Eames à travers le personnel des Plyformed Wood Company, Molded Plywood Division, et Eames Office, héros méconnus qui ont compris comment plier le contreplaqué et souder les fils métalliques dans les chaises emblématiques pour lesquelles les Eames sont les plus connus. C'est pour beaucoup un travail de déconstruction de l'image de façade auto-entretenue par les deux designers, puis par la littérature ultérieure sur le sujet. Une grande partie du premier volume est consacré à la Molded Plywood Division, à E.S. Evans et à Evans Products.